# Retablo de Monteripido

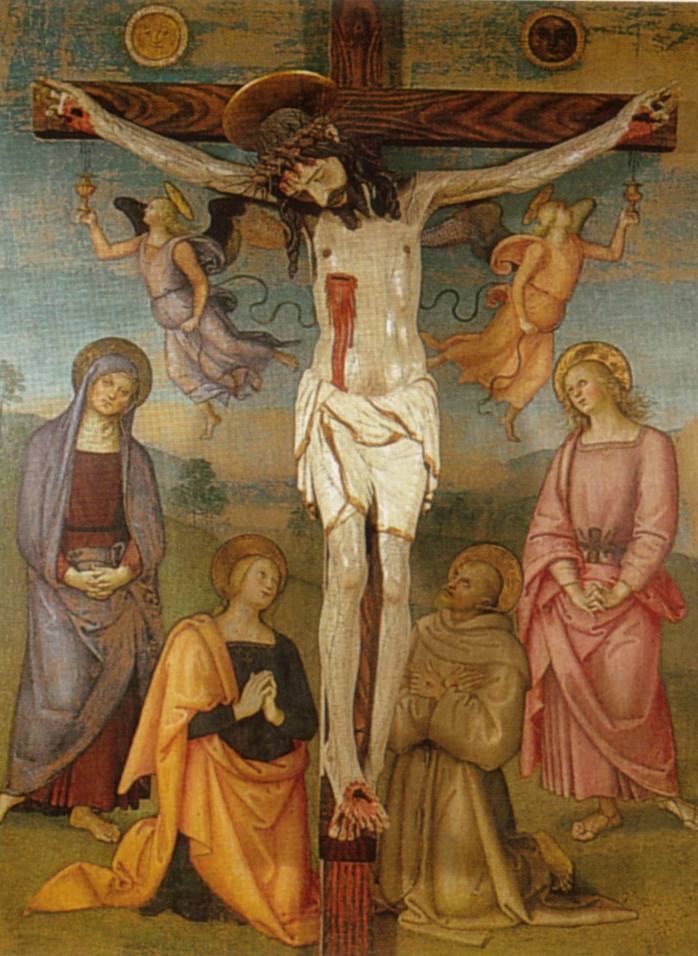
El frente

El retablo de Monteripido es un retablo de doble cara de Perugino, terminado en 1502 para la iglesia de San Francesco al Monte en Monteripido, cerca de Perugia. Ahora está en la Galería Nacional de Umbría en Perugia . 

## El frente
Esta parte se realizó para que sirviera como fondo para un crucifijo de madera anterior, que todavía está in situ. Muestra varias figuras que rodean a Cristo crucificado, con (de izquierda a derecha) la Virgen María, María Magdalena, San Francisco de Asís (había un monasterio franciscano en Monteripido) y Juan el Apóstol. Reutiliza en gran medida figuras y dibujos preexistentes hechos por Perugino: las figuras que están alrededor de la cruz son las mismas que las de su Crucifixión que ahora está en Florencia (1494-1496), mientras que los dos ángeles que cogen la sangre de Cristo en cálices son variantes de los que hay en el cuadro Agonía en el jardín (c .1483-1495).

## Reverso

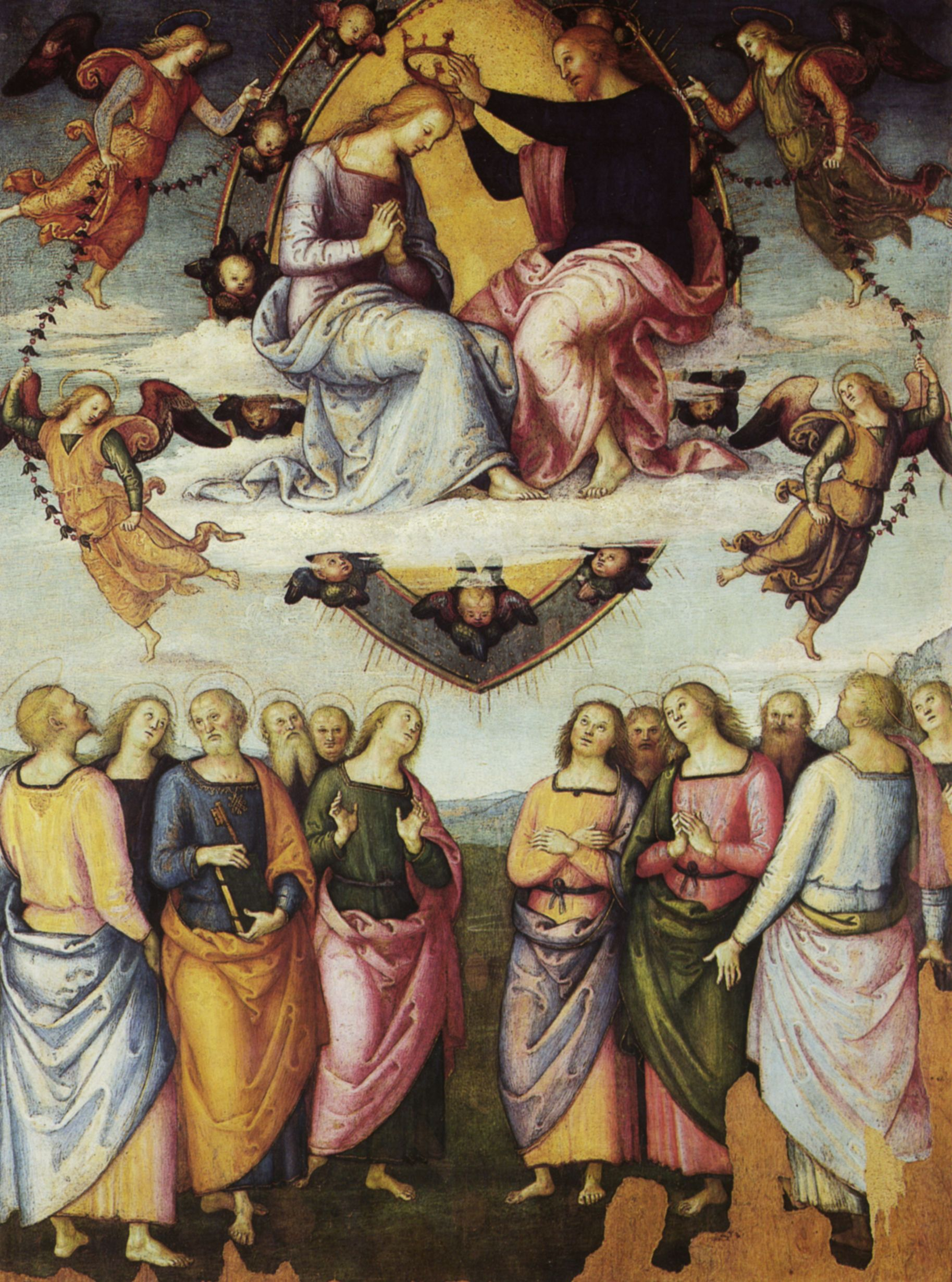
Reverso

El reverso muestra la Coronación de la Virgen, reutilizando nuevamente varios dibujos, figuras,  y composiciones anteriores de sus otras pinturas del mismo tema, como sus frescos perdidos en la Capilla Sixtina (1481-82) y el grupo de apóstoles del Retablo de la Annunziata ( 1504-1507) y el políptico San Pietro (c.1496-1500). El ángel con una guirnalda, sin embargo, no tiene un precedente en sus obras anteriores.